# Hoplia rungsi
Hoplia rungsi är en skalbaggsart som beskrevs av Kocher 1957. Hoplia rungsi ingår i släktet Hoplia och familjen Melolonthidae. Inga underarter finns listade i Catalogue of Life.